# العقرب الصفراء
تنتمي العقرب الصفراء أو العقرب العربية أو الجرّارة (الاسم العلمي: Compsobuthus arabicus) إلى فصيلة العقربيات. هي من أكثر فصائل العقارب سمية، إلا أن سميتها نادراً ما تكون قاتلة للإنسان، ولكنها قد تقتل الطفل أو الشيخ الكبير لضعف مناعة الجسم عندهم.

## الوصف
سميت هذه العقربة بالجرّارة لجرّها ذنبها، والمعروف عن العقرب الصفراء أنها قد تحفر لها جحراً، أو تستخدم جحر غيرها كجحور اليرابيع، ويميل لونها إلى الأصفر الفاتح الشفاف.
تتميز العقرب الصفراء بمقارض طويلة نسبياً ورفيعة مقارنة مع العقرب السوداء، وتتوسط أعينها مُقدمة الرأس.
تتغذى على العناكب والحشرات وبعض الحيوانات الصغيرة، وغالباً ما تتخذ أسفل الصخور كمساكن لها. وتنتشر في البلاد الدافئة في مناطق كثيرة في العالم، مثل الجزيرة العربية.